# Bá tước hoàng gia

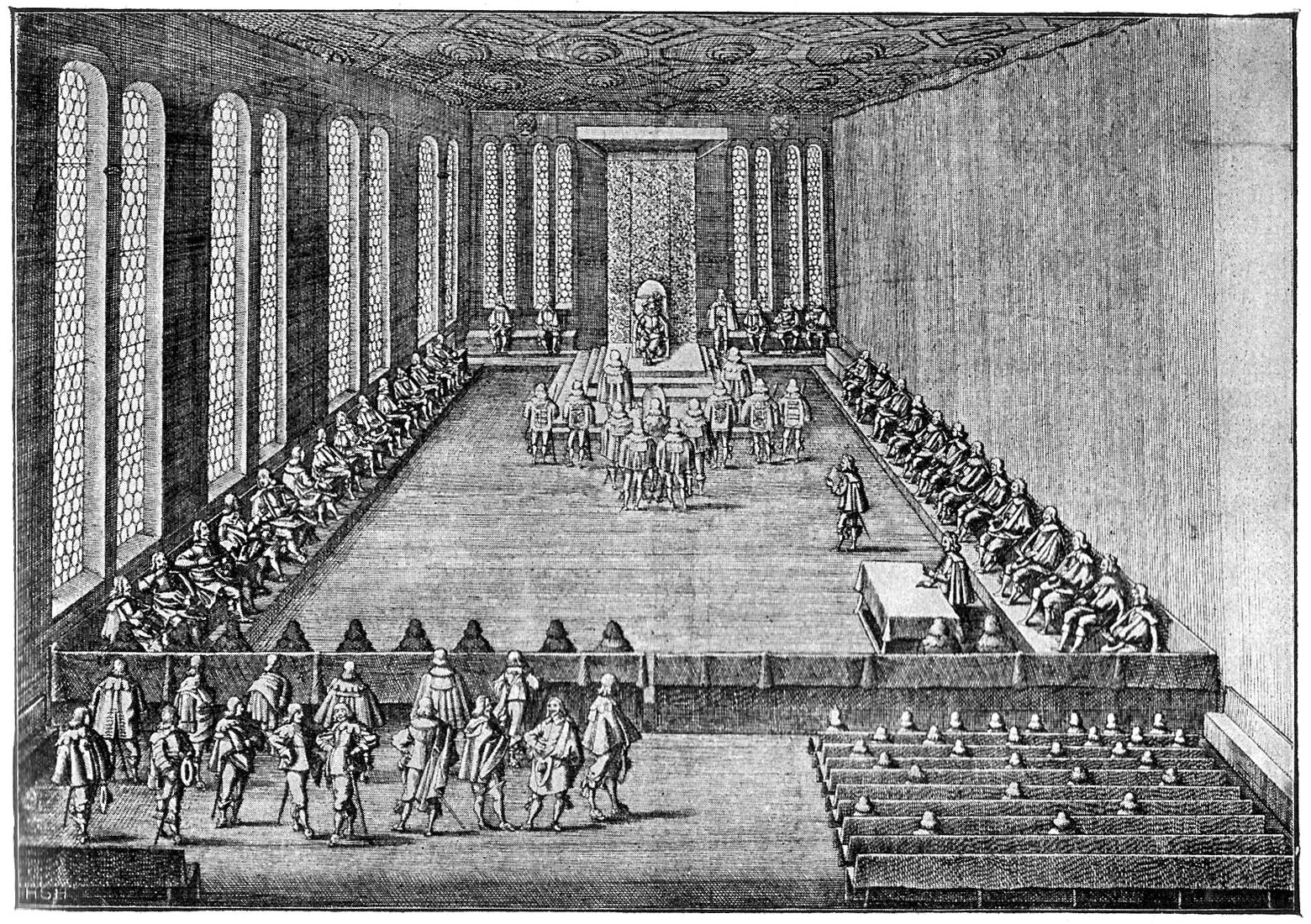
Cuộc họp của Đại hội Đế quốc (Thánh chế La Mã) ở Regensburg vào năm 1640, sau một bức khắc của Matthäus Merian

Bá tước hoàng gia (tiếng Đức: Reichsgraf; tiếng Anh: Imperial Count) là một tước hiệu trong Đế chế La Mã Thần thánh. Dưới thời Trung cổ, nó là tước hiệu được phong cho một cá nhân nắm giữ một Bá quốc Hoàng gia, nghĩa là một thái ấp được ban tặng bởi Hoàng đế La Mã Thần thánh, nó khác với tước hiệu Bá tước được ban bởi một chư hầu của hoàng đế như Công tước hay Tuyển đế hầu. Các Bá tước hoàng gia là một trong bốn nhóm có mặt thường trực trong Đại hội Đế quốc, cho đến khi Đế chế La Mã Thần thánh bị giải thể vào năm 1806.
Trong thời kỳ hậu Trung cổ, bất kỳ cá nhân nào được hoàng đế phong tước hiệu Bá tước đều trở thành "Bá tước hoàng gia" (Reichsgraf), cho dù cá nhân đó có đang cai trị một "Bá quốc" cụ thể hay không.